# Španjolska rukometna reprezentacija
Španjolska rukometna reprezentacija predstavlja državu Španjolsku u sportu rukometu. Osvojivši dvostruko europsko i svjetsko zlato te pet olimpijskih medalja, smatra je se jednom od najvećih rukometnih reprezentacija u svijetu.
Krovna organizacija: Federación Española de Balonmano

## Povijest
Do 1986., Španjolska nije predstavljala značajnu silu u europskom i svjetskom rukometu (unatoč povremenim uspjesima španjolskih klubova u europskim kupovima). Nakon SP-a u Švicarskoj 1986., u Španjolskoj su krenuli s "balkaniziranjem" rukometa, dovevši brojne kvalitetne igrače iz balkanskih država, što reprezentativce, to i igrače koji unatoč svojoj visokoj kakvoći, nisu mogli izboriti mjesto u izabranoj vrsti. 

Kasnijim popuštanjem stege u SSSR-u, počeli su dovoditi i igrače iz te države, odnosno zemalja bivšeg SSSR-a, a neki su i naturalizirani, kao primjerice Talant Dujšebajev. 

Španjolska je 2013. osvojila svjetsko prvenstvo u rukometu kojem je prvi put bila domaćin. Ostvarila je najuvjerljiviju pobjedu u povijesti utakmica za zlato na svjetskim prvenstvima. Pobijedila je Dansku čak 16 razlike (35:19). Svoje prvo europsko osvojila je pobjedom protiv Švedske u finalu EP 2018.

## Poznati igrači i treneri
- David Barrufet
- José Javier Hombrados
- Iker Romero
- Mateo Garralda
- Juanín García Lorenzana
- Alberto Entrerríos
- Chema Rodríguez
- Rolando Uríos
- Rubén Garabaya
- Albert Rocas
- Carlos Prieto
- David Davis
- Mariano Ortega
- Raúl Entrerríos
- Talant Dujšebajev

### Igrači reprezentativci
- Asier Antonio Marcos
- Rafael Baena González
- Adrián Crowley
- David Cuartero Sánchez
- Gedeón Guardiola
- Mikel Aguirrezabalaga García

## Nastupi naOI
- prvaci:
- doprvaci:
- treći: 1996., 2000., 2008., 2020., 2024.

## Nastupi naSP
- prvaci: 2005., 2013.
- doprvaci:
- treći: 2011., 2021., 2023.

## Nastupi naEP
Španjolska ima 7 medalja s rukometnih Eura, od kojih:
- prvaci: 2018., 2020.
- doprvaci: 2006., 1998., 1996., 2016., 2022.
- treći: 2000., 2014.

## Nastupi naMI
- prvaci: 2005.
- doprvaci:
- treći:

## Vanjske poveznice
- Izabrana vrsta